# Championnats d'Europe d'athlétisme par équipes 2011, résultats détaillés
Navigation
Edition 2010 Edition 2012
Les 3es Championnats d'Europe d'athlétisme par équipes (en anglais 3rd SPAR European Team Championships) se déroulent les 18 et 19 juin 2011 à Stockholm (Suède) pour les épreuves de Super Ligue, à Izmir (Turquie) pour la 1re ligue, à Novi Sad (Serbie) pour la 2e ligue, et à Reykjavik (Islande) 
pour la 3e ligue. Les résultats détaillés par épreuve sont les suivants.

## 100 mètres
La France remporte les deux courses de 100 mètres. Côté hommes, Christophe Lemaitre s'impose en 9 s 95 devant les deux vétérans Dwain Chambers (10 s 07) et Francis Obikwelu (10 s 22). Il bat ainsi son record de France de un centième et descend sous les 10 s pour la cinquième fois en moins de un an (9 s 98 à Valence le 9 juillet 2010 et à Rieti le 29 août, 9 s 97 à Rieti et 9 s 96 à Montreuil le 7 juin 2011). Ce temps constitue la 11e performance mondiale de l'année. Le record d'Europe est détenu par Obikwelu depuis 2004 avec 9 s 86, suivi de Linford Christie qui a réalisé 9 s 93 en 1993,.
Veronique Mang remporte le 100 mètres femmes en 11 s 23, après un printemps difficile où elle ne pouvait plus descendre sous les 11 s 40, et malgré un vent défavorable de 0,5 m/s. Elle devance l'Ukrainienne Olesya Povh (11 s 28), qui avait établi la meilleure performance mondiale de l'année sur 60 mètres en 7 s 13, et la Russe Aleksandra Fedoriva (11 s 34). Le temps de 11 s 23 n'est toutefois que la 43e meilleure performance de l'année. 
| Rang | Nom                   | Série | Couloir | Temps             | Temps de réaction |
| ---- | --------------------- | ----- | ------- | ----------------- | ----------------- |
| 1    | Christophe Lemaitre   | 2     | 4       | 9 s 95 (CR,EL,NR) | 0 s 143           |
| 2    | Dwain Chambers        | 2     | 5       | 10 s 07           | 0 s 151           |
| 3    | Francis Obikwelu      | 2     | 3       | 10 s 22           | 0 s 149           |
| 4    | Dariusz Kuc           | 2     | 6       | 10 s 24           | 0 s 185           |
| 5    | Emanuele Di Gregorio  | 2     | 7       | 10 s 35           | 0 s 171           |
| 6    | Ángel David Rodríguez | 1     | 3       | 10 s 39 (SB)      | 0 s 154           |
| 7    | Aleksandr Khyutte     | 1     | 5       | 10 s 46           | 0 s 158           |
| 8    | Tobias Unger          | 1     | 2       | 10 s 47           | 0 s 145           |
| 9    | Aliaksandr Linnik     | 1     | 6       | 10 s 53           | 0 s 190           |
| 10   | Serhiy Smelyk         | 2     | 2       | 10 s 54           | 0 s 157           |
| 11   | Stefan Tärnhuvud      | 1     | 7       | 10 s 58           | 0 s 162           |
| 12   | Jan Veleba            | 1     | 4       | 10 s 62           | 0 s 158           |

| Rang | Nom                 | Série | Couloir | Temps        |
| ---- | ------------------- | ----- | ------- | ------------ |
| 1    | Véronique Mang      | 1     | 6       | 11 s 23 (CR) |
| 2    | Olesya Povh         | 2     | 4       | 11 s 28      |
| 3    | Aleksandra Fedoriva | 2     | 6       | 11 s 34      |
| 4    | Marion Wagner       | 2     | 3       | 11 s 38      |
| 5    | Anyika Onuora       | 2     | 5       | 11 s 43      |
| 6    | Katerina Cechová    | 2     | 7       | 11 s 45      |
| 7    | Sónia Tavares       | 1     | 5       | 11 s 51      |
| 8    | Yulia Nestsiarenka  | 1     | 7       | 11 s 53 (SB) |
| 9    | Marta Jeschke       | 2     | 2       | 11 s 55      |
| 10   | Audrey Alloh        | 1     | 3       | 11 s 63 (SB) |
| 11   | Lena Berntsson      | 1     | 2       | 11 s 80      |
| 12   | Amparo María Cotán  | 1     | 4       | 11 s 82      |

## 200 mètres
Sous une pluie continue et face à un vent violent, mesuré à près de 3 m/s, Christophe Lemaitre remporte le 200 mètres hommes en 20 s 28 devant le polonais Kamil Krynski (20 s 83)  et  le biélorusse Aliaksandr Linnik. Deux athlètes seulement son descendus sous les 20 s cette saison 2011 : les Jamaïquains Nickel Ashmeade (19 s 95) et Usain Bolt (19 s 86).
Après sa victoire sur le 4 × 100 mètres la veille, l'ukrainienne Mariya Ryemyen remporte le 200 m en 23 s 10 devant Yuliya Chermoshanskaya (23 s 40) et l'allemande Cathleen Tschirch (23 s 45). Malgré les conditions de course difficile, elle s'adjuge le 9e temps de la saison. La française Myriam Soumaré termine au pied du podium en 23 s 62.
| Rang | Nom                   | Série | Couloir | Temps      | Temps de réaction |
| ---- | --------------------- | ----- | ------- | ---------- | ----------------- |
| 1    | Christophe Lemaitre   | 2     | 4       | 20 s 28 CR | 0 s 158           |
| 2    | Kamil Krynski         | 1     | 5       | 20 s 83 SB | 0 s 179           |
| 3    | Aliaksandr Linnik     | 1     | 2       | 20 s 90 SB | 0 s 170           |
| 4    | Pavel Maslák          | 2     | 6       | 20 s 91    | 0 s 202           |
| 5    | Matteo Galvan         | 1     | 7       | 20 s 93    | 0 s 178           |
| 6    | Daniel Talbot         | 2     | 5       | 20 s 96    | 0 s 209           |
| 7    | Johan Wissman         | 2     | 3       | 21 s 10    | 0 s 189           |
| 8    | Roman Smirnov         | 1     | 3       | 21 s 14 SB | 0 s 164           |
| 9    | Ángel David Rodríguez | 1     | 4       | 21 s 33    | 0 s 152           |
| 10   | Arnaldo Abrantes      | 2     | 7       | 21 s 34    | 0 s 154           |
| 11   | Miguel Rigau          | 2     | 2       | 21 s 44    | 0 s 165           |
| 12   | Ruslan Perestyuk      | 1     | 6       | 21 s 79    | 0 s 189           |

| Rang | Nom                    | Série | Couloir | Temps      |
| ---- | ---------------------- | ----- | ------- | ---------- |
| 1    | Mariya Ryemyen         | 2     | 5       | 23 s 10    |
| 2    | Yuliya Chermoshanskaya | 2     | 4       | 23 s 40    |
| 3    | Cathleen Tschirch      | 1     | 5       | 23 s 45 SB |
| 4    | Myriam Soumaré         | 2     | 7       | 23 s 62    |
| 5    | Denisa Rosolová        | 2     | 6       | 23 s 66    |
| 6    | Abi Oyepitan           | 2     | 2       | 23 s 91    |
| 7    | Sónia Tavares          | 1     | 3       | 23 s 94    |
| 8    | Marika Popowicz        | 2     | 3       | 24 s 03    |
| 9    | Moa Hjelmer            | 1     | 2       | 24 s 05    |
| 10   | Giulia Arcioni         | 1     | 6       | 24 s 10    |
| 11   | Belén Recio            | 1     | 7       | 24 s 59    |
| 12   | Katsiaryna Hanchar     | 1     | 4       | 24 s 75    |

## 400 mètres
En l'absence des frères Jonathan et Kévin Borlée (respectivement 45 s 04 et 45 s 51 cette saison), la Belgique ne concourant pas pour la Super Ligue mais dans la Première Ligue, le Russe Maksim Dyldin domine le 400 mètres en remportant l'épreuve individuelle en 45 s 82 et le relais. Il devance l'Allemand Thomas Schneider (45 s 98) et l'Italien Marco Vistalli (45 s 99).
L'Ukrainienne Antonina Yefremova remporte le 400 mètres femmes en 51 s 02. Elle devance la Tchèque Denisa Rosolová (51 s 37) et la Britannique Shana Cox (51 s 49). Antonina Yefremova est 4e au bilan mondial sur 400 mètres au 19 juin 2011, avec un temps de 50 s 69 réalisé à Yalta fin mai, derrière les deux Américaines Allyson Felix et Francena McCorory et la coureuse du Botswana Amantle Montsho, devenant ainsi une sérieuse prétendante au podium lors des prochains Mondiaux de Daegu. 
| Rang | Nom                | Série | Couloir | Temps         | Temps de réaction |
| ---- | ------------------ | ----- | ------- | ------------- | ----------------- |
| 1    | Maksim Dyldin      | 2     | 3       | 45 s 82 (SB ) | 0 s 204           |
| 2    | Thomas Schneider   | 2     | 6       | 45 s 98       | 0 s 215           |
| 3    | Marco Vistalli     | 2     | 7       | 45 s 99       | 0 s 244           |
| 4    | Marcin Marciniszyn | 2     | 2       | 46 s 28       | 0 s 170           |
| 5    | Teddy Venel        | 2     | 5       | 46 s 33       | 0 s 181           |
| 6    | Johan Wissman      | 1     | 4       | 46 s 35 (SB ) | 0 s 201           |
| 7    | Conrad Williams    | 2     | 4       | 46 s 44       | 0 s 201           |
| 8    | Mark Ujakpor       | 1     | 6       | 46 s 69       | 0 s 171           |
| 9    | Volodymyr Burakov  | 1     | 5       | 46 s 80       | 0 s 282           |
| 10   | Dzmitry Paluyan    | 1     | 2       | 47 s 15 SB    | 0 s 227           |
| 11   | João Ferreira      | 1     | 7       | 47 s 65       | 0 s 176           |
| 12   | Tomás Bosek        | 1     | 3       | 48 s 02       | 0 s 261           |

| Rang | Nom                   | Série | Couloir | Temps   | Temps de réaction |
| ---- | --------------------- | ----- | ------- | ------- | ----------------- |
| 1    | Antonina Yefremova    | 2     | 6       | 51 s 02 | 51 s 02           |
| 2    | Denisa Rosolová       | 2     | 4       | 51 s 37 | 0 s 205           |
| 3    | Shana Cox             | 2     | 7       | 51 s 49 | 0 s 205           |
| 4    | Sviatlana Usovich     | 2     | 5       | 51 s 85 | 0 s 282           |
| 5    | Kseniya Zadorina      | 2     | 3       | 52 s 00 | 0 s 186           |
| 6    | Janin Lindenberg      | 1     | 4       | 52 s 07 | 0 s 262           |
| 7    | Muriel Hurtis-Houairi | 2     | 2       | 52 s 19 | 0 s 189           |
| 8    | Marta Milani          | 1     | 5       | 52 s 64 | 0 s 193           |
| 9    | Agata Bednarek        | 1     | 6       | 52 s 93 | 0 s 172           |
| 10   | Aauri Lorena Bokesa   | 1     | 7       | 53 s 60 | 0 s 252           |
| 11   | Josefin Magnusson     | 1     | 3       | 53 s 78 | 0 s 196           |
| 12   | Cátia Nunes           | 1     | 2       | 55 s 02 | 0 s 253           |

## 800 mètres
La Pologne confirme sa domination européenne actuelle du 800 mètres, avec la victoire de Adam Kszczot en 1 min 46 s 50. Il détient la 5e performance mondiale de la saison en 1 min 44 s 30 et son compatriote Marcin Lewandowski a par ailleurs réalisé 1 min 44 s 61 le 3 juin 2011, 7e meilleure performance mondiale de l'année. Le Français Jeff Lastennet, qui avait déjà remporté la médaille de bronze aux Championnats d'Europe d'athlétisme par équipes 2009, termine deuxième avec 1 min 46 s 70, malgré une belle accélération en fin de parcours, devant le Britannique Gareth Warburton (1 min 46 s 95).
Mariya Savinova, championne du monde en salle du 800 mètres en 2010 et championne d'Europe 2010, remporte la course dans le temps de 1 min 58 s 75, devant la Britannique Jennifer Meadows (1 min 59 s 47) et l'Ukrainienne Liliya Lobanova (2 min 00 s 18).
| Rang | Nom                  | Couloir | Temps              |
| ---- | -------------------- | ------- | ------------------ |
| 1    | Adam Kszczot         | 6       | 1 min 46 s 50      |
| 2    | Jeff Lastennet       | 5       | 1 min 46 s 70      |
| 3    | Gareth Warburton     | 2       | 1 min 46 s 95 (SB) |
| 4    | Mario Scapini        | 2       | 1 min 47 s 20 (PB) |
| 5    | Anis Ananenka        | 7       | 1 min 47 s 29      |
| 6    | Oleh Kayafa          | 4       | 1 min 47 s 42      |
| 7    | Joni Jaako           | 4       | 1 min 47 s 61 (SB) |
| 8    | Robin Schembera      | 8       | 1 min 47 s 79      |
| 9    | Ivan Tukhtachev      | 6       | 1 min 48 s 27 (SB) |
| 10   | Antonio Manuel Reina | 1       | 1 min 48 s 56      |
| 11   | António Rodrigues    | 8       | 1 min 50 s 45      |
| 12   | Milan Kocourek       | 3       | 1 min 59 s 28      |

| Rang | Nom                  | Couloir | Temps              |
| ---- | -------------------- | ------- | ------------------ |
| 1    | Mariya Savinova      | 6       | 1 min 58 s 75      |
| 2    | Jennifer Meadows     | 2       | 1 min 59 s 47      |
| 3    | Liliya Lobanova      | 4       | 2 min 00 s 18      |
| 4    | Maryna Arzamasava    | 7       | 2 min 00 s 62      |
| 5    | Elisa Cusma Piccione | 2       | 2 min 01 s 04      |
| 6    | Jana Hartmann        | 8       | 2 min 01 s 15      |
| 7    | Angelika Cichocka    | 6       | 2 min 01 s 75      |
| 8    | Clarisse Moh         | 5       | 2 min 03 s 38      |
| 9    | Isabel Macías        | 1       | 2 min 03 s 49 (PB) |
| 10   | Sofia Öberg          | 4       | 2 min 04 s 53 (SB) |
| 11   | Sandra Teixeira      | 8       | 2 min 07 s 94      |
| 12   | Lenka Masná          | 3       | 2 min 08 s 43      |

## 1 500 mètres
Manuel Olmedo remporte le 1 500 m messieurs, avec un temps de 3 min 38 s 63, offrant ainsi la première victoire dans ces championnats à l'Espagne, après la Russie, l’Allemagne, la Grande-Bretagne, la France et la République tchèque. Il devance le russe Valentin Smirnov (3 min 38 s 89), qui établit à cette occasion un record personnel, et le britannique James Shane (3 min 39 s 21). Bien que le temps de Olmedo constitue un nouveau record des championnats, ces temps sont toutefois très loin des performances établies cette saison par les Kényans (à plus de 7 secondes).
Le 1 500 m femmes est quant à lui remporté par Charlene Thomas en 4 min 06 s 85, qui établit ici sa meilleure performance de l'année. L'écart avec les meilleures mondiales est similaire à celui des hommes, 6 secondes, bien que Charlene Thomas se situe toutefois dans les 25 meilleures.
| Rang | Nom                | Temps              |
| ---- | ------------------ | ------------------ |
| 1    | Manuel Olmedo      | 3 min 38 s 63 (CR) |
| 2    | Valentin Smirnov   | 3 min 38 s 89 (PB) |
| 3    | James Shane        | 3 min 39 s 21      |
| 4    | Carsten Schlangen  | 3 min 39 s 86      |
| 5    | Bartosz Nowicki    | 3 min 40 s 48      |
| 6    | Jakub Holusa       | 3 min 40 s 69      |
| 7    | Oleksandr Borysyuk | 3 min 40 s 83 (SB) |
| 8    | Florian Carvalho   | 3 min 41 s 25      |
| 9    | Lukas Rifesser     | 3 min 44 s 45      |
| 10   | Johan Rogestedt    | 3 min 45 s 95 (PB) |
| 11   | Maksim Yushchanka  | 3 min 46 s 30 (PB) |
| 12   | Rui Pinto          | 3 min 49 s 17      |

| Rang | Nom                  | Temps              |
| ---- | -------------------- | ------------------ |
| 1    | Charlene Thomas      | 4 min 06 s 85 (SB) |
| 2    | Yekaterina Martynova | 4 min 07 s 08 (SB) |
| 3    | Anna Mishchenko      | 4 min 07 s 27      |
| 4    | Natallia Kareiva     | 4 min 07 s 76 (SB) |
| 5    | Nuria Fernández      | 4 min 07 s 82      |
| 6    | Sylwia Ejdys         | 4 min 09 s 75      |
| 7    | Tereza Capková       | 4 min 10 s 74 (PB) |
| 8    | Denise Krebs         | 4 min 11 s 96      |
| 9    | Sara Moreira         | 4 min 12 s 63      |
| 10   | Viktoria Tegenfeldt  | 4 min 16 s 01 (PB) |
| 11   | Valentina Costanza   | 4 min 25 s 35      |
| 12   | Fanjanteino Félix    | 4 min 30 s 75      |

## 3 000 mètres
Spécialiste du 1 500 mètres, distance sur laquelle il était déjà présent et finaliste aux Jeux olympiques de Sydney en 2000, Juan Carlos Higuero remporte ici le 3 000 mètres, en 8 min 03 s 43 et obtient ainsi son premier podium international sur cette distance. Les suivants sont à seulement 4 dixièmes de seconde. Le Russe Yegor Nikolayev est second avec 8 min 03 s 80. Le Portugais Rui Silva, un autre grand spécialiste du 1500 mètres puisqu'il a obtenu sept titres européens depuis 1998 sur cette distance, est troisième à 8 centièmes.  
La Russe Olesya Syreva établit la meilleure performance européenne de la saison et la 8e au niveau mondial sur cette distance en 8 min 53 s 20. L'Ukrainienne Nataliya Tobias obtient l'argent en 8 min 54 s 16  et l'Espagnole Natalia Rodríguez le bronze en 8 min 55 s 09, respectivement 10e et 11e de la saison au niveau mondial.
| Rang | Nom                 | Temps         |
| ---- | ------------------- | ------------- |
| 1    | Juan Carlos Higuero | 8 min 03 s 43 |
| 2    | Yegor Nikolayev     | 8 min 03 s 80 |
| 3    | Rui Silva           | 8 min 03 s 88 |
| 4    | Andy Baddeley       | 8 min 03 s 97 |
| 5    | Yoann Kowal         | 8 min 04 s 77 |
| 6    | Mykola Labovskyy    | 8 min 05 s 17 |
| 7    | Stefano La Rosa     | 8 min 05 s 70 |
| 8    | Siarhei Platonau    | 8 min 11 s 05 |
| 9    | Rico Schwarz        | 8 min 15 s 04 |
| 10   | Erik Johansson      | 8 min 15 s 93 |
| 11   | Lukás Kourek        | 8 min 20 s 88 |
| 12   | Krystian Zalewski   | 8 min 21 s 61 |

| Rang | Nom                 | Temps              |
| ---- | ------------------- | ------------------ |
| 1    | Olesya Syreva       | 8 min 53 s 20 (EL) |
| 2    | Nataliya Tobias     | 8 min 54 s 16 (SB) |
| 3    | Natalia Rodríguez   | 8 min 55 s 09      |
| 4    | Lidia Chojecka      | 8 min 55 s 73      |
| 5    | Silvia Weissteiner  | 8 min 58 s 10      |
| 6    | Sviatlana Kudzelich | 9 min 00 s 06 (PB) |
| 7    | Stevie Stockton     | 9 min 00 s 67 (PB) |
| 8    | Corinna Harrer      | 9 min 01 s 29 (PB) |
| 9    | Christelle Daunay   | 9 min 02 s 16 (PB) |
| 10   | Dulce Félix         | 9 min 09 s 92      |
| 11   | Lucie Sekanová      | 9 min 19 s 83 (PB) |
| 12   | Charlotta Fougberg  | 9 min 24 s 86 (PB) |

## 5 000 mètres
L'Espagnol Jesús España, qui avait remporté le titre européen sur le 3 000 mètres en 2009 et en 2010, apporte cette année à son pays une médaille d'or sur le 5 000 mètres avec 13 min 39 s 25, devançant de seulement cinq dixièmes de secondes l'Ukrainien Serhiy Lebid et neuf dixièmes de le Britannique Andy Vernon. L'Espagne obtient ainsi quatre médailles d'or sur le fond et le demi-fond : une sur le 1 500 mètres, deux sur le 3 000 mètres et une sur le 5 000 mètres.
Dolores Checa amène le deuxième titre sur la distance à l'Espagne avec 15 min 16 s 89, moins bien que la performance qu'elle a réalisée la semaine précédente à Oslo, le 9 juin 2011, (14 min 46 s 30 et 13e temps mondial) et loin derrière la meilleure performance de la saison détenue par la Kényane Vivian Jepkemoi Cheruiyot avec un temps de 14 min 31 s 92. La Russe Yelena Zadorozhnaya et la Britannique Helen Clitheroe sont respectivement à 12 et 17 secondes.
| Rang | Nom                 | Temps               |
| ---- | ------------------- | ------------------- |
| 1    | Jesús España        | 13 min 39 s 25 (CR) |
| 2    | Serhiy Lebid        | 13 min 39 s 75      |
| 3    | Andy Vernon         | 13 min 40 s 15      |
| 4    | Yevgeniy Rybakov    | 13 min 40 s 63 (SB) |
| 5    | Siarhei Chabiarak   | 13 min 41 s 19 (PB) |
| 6    | Lukasz Parszczynski | 13 min 42 s 21 (PB) |
| 7    | Yohan Durand        | 13 min 44 s 71 (SB) |
| 8    | Ahmed El Mazoury    | 13 min 45 s 89      |
| 9    | Youssef El Kalai    | 13 min 56 s 92      |
| 10   | Arne Gabius         | 14 min 01 s 88      |
| 11   | Milan Kocourek      | 14 min 25 s 30      |
| 12   | Adil Bouafif        | 14 min 44 s 67      |

| Rang | Nom                  | Temps               |
| ---- | -------------------- | ------------------- |
| 1    | Dolores Checa        | 15 min 16 s 89      |
| 2    | Yelena Zadorozhnaya  | 15 min 28 s 65      |
| 3    | Helen Clitheroe      | 15 min 33 s 03 (PB) |
| 4    | Sabrina Mockenhaupt  | 15 min 35 s 02      |
| 5    | Dulce Félix          | 15 min 36 s 99      |
| 6    | Tetyana Holovchenko  | 15 min 46 s 02 (SB) |
| 7    | Anna Incerti         | 15 min 49 s 54      |
| 8    | Christine Bardelle   | 15 min 57 s 56      |
| 9    | Wioletta Frankiewicz | 16 min 22 s 81      |
| 10   | Malin Liljestedt     | 16 min 28 s 40 (SB) |
| 11   | Kvetoslava Pecková   | 16 min 31 s 74 (PB) |
| 12   | Olga Dubovskaya      | 16 min 40 s 47      |

## 110 / 100 mètres haies
| Rang | Nom                 | Série | Couloir | Temps      | Temps de réaction |
| ---- | ------------------- | ----- | ------- | ---------- | ----------------- |
| 1    | Andy Turner         | 2     | 5       | 13 s 42    | 0 s 136           |
| 2    | Garfield Darien     | 2     | 4       | 13 s 64    | 0 s 189           |
| 3    | Jackson Quiñónez    | 1     | 3       | 13 s 71 SB | 0 s 171           |
| 4    | Artur Noga          | 2     | 6       | 13 s 72    | 0 s 171           |
| 5    | Philip Nossmy       | 2     | 5       | 13 s 73    | 0 s 174           |
| 6    | Maksim Lynsha       | 1     | 6       | 13 s 76 SB | 0 s 173           |
| 7    | Konstantin Shabanov | 2     | 3       | 13 s 76    | 0 s 160           |
| 8    | Emanuele Abate      | 2     | 1       | 13 s 85    | 0 s 164           |
| 9    | Erik Balnuweit      | 2     | 2       | 13 s 98    | 0 s 148           |
| 10   | Martin Mazác        | 1     | 1       | 14 s 00    | 0 s 179           |
| 11   | Rasul Dabó          | 1     | 2       | 14 s 14    | 0 s 148           |
| 12   | Serhiy Kopanayko    | 1     | 4       | 14 s 57    | 0 s 166           |

| Rang | Nom                | Série | Couloir | Temps      |
| ---- | ------------------ | ----- | ------- | ---------- |
| 1    | Tatyana Dektyareva | 1     | 4       | 13 s 16 SB |
| 2    | Alina Talay        | 2     | 4       | 13 s 19    |
| 3    | Marzia Caravelli   | 1     | 5       | 13 s 21    |
| 4    | Tiffany Porter     | 2     | 5       | 13 s 28    |
| 5    | Sandra Gomis       | 2     | 3       | 13 s 32    |
| 6    | Cindy Roleder      | 2     | 2       | 13 s 40    |
| 7    | Lucie Škrobáková   | 2     | 6       | 13 s 45    |
| 8    | Karolina Tyminska  | 1     | 3       | 13 s 51    |
| 9    | Olena Yanovska     | 1     | 6       | 13 s 56    |
| 10   | Josephine Onyia    | 2     | 7       | 13 s 60    |
| 11   | Emma Tuvesson      | 1     | 7       | 13 s 62    |
| 12   | Patrícia Mamona    | 1     | 2       | 14 s 30    |

## 400 mètres haies
| Rang | Nom                  | Série | Couloir | Temps        |
| ---- | -------------------- | ----- | ------- | ------------ |
| 1    | David Greene         | 2     | 6       | 49 s 21 (CR) |
| 2    | Georg Fleischhauer   | 2     | 7       | 49 s 56 (PB) |
| 3    | Aleksandr Derevyagin | 2     | 5       | 49 s 70      |
| 4    | Jorge Paula          | 2     | 2       | 50 s 42      |
| 5    | Stanislav Melnykov   | 2     | 4       | 50 s 53      |
| 6    | Josef Prorok         | 1     | 4       | 50 s 60      |
| 7    | Giacomo Panizza      | 1     | 5       | 50 s 60 (SB) |
| 8    | Diego Cabello        | 1     | 7       | 50 s 84 (PB) |
| 9    | Rafal Ostrowski      | 1     | 6       | 51 s 01      |
| 10   | Héni Kechi           | 2     | 3       | 51 s 20      |
| 11   | Vadzim Kebets        | 1     | 2       | 51 s 89      |
| 12   | Thomas Nikitin       | 1     | 3       | 52 s 23 (SB) |

| Rang | Nom                  | Série | Couloir | Temps           |
| ---- | -------------------- | ----- | ------- | --------------- |
| 1    | Zuzana Hejnová       | 2     | 4       | 53 s 87 (CR,NR) |
| 2    | Natalya Antyukh      | 2     | 3       | 54 s 52 (SB)    |
| 3    | Perri Shakes-Drayton | 2     | 5       | 55 s 06         |
| 4    | Hanna Titimets       | 2     | 6       | 55 s 09         |
| 5    | Manuela Gentili      | 1     | 3       | 56 s 85 (SB)    |
| 6    | Vera Barbosa         | 1     | 5       | 57 s 26 (PB)    |
| 7    | Phara Anacharsis     | 1     | 2       | 57 s 26 (SB)    |
| 8    | Christiane Klopsch   | 1     | 4       | 57 s 85         |
| 9    | Joanna Linkiewicz    | 2     | 2       | 58 s 39         |
| 10   | Maryna Boika         | 1     | 7       | 59 s 43         |
| 11   | Sofie Persson        | 2     | 7       | 1 min 00 s 34   |
| 12   | Olga Ortega          | 1     | 6       | 1 min 00 s 82   |

## 3 000 mètres steeple
| Rang | Nom                       | Temps            |
| ---- | ------------------------- | ---------------- |
| 1    | Vincent Zouaoui-Dandrieux | 8 min 30 s 85    |
| 2    | Steffen Uliczka           | 8 min 31 s 01    |
| 3    | Ildar Minshin             | 8 min 34 s 56    |
| 4    | Vadym Slobodenyuk         | 8 min 37 s 19    |
| 5    | Abdelaziz Merzougui       | 8 min 38 s 75    |
| 6    | Patrick Nasti             | 8 min 40 s 30 PB |
| 7    | Tomasz Szymkowiak         | 8 min 41 s 50    |
| 8    | Alberto Paulo             | 8 min 44 s 17    |
| 9    | Luke Gunn                 | 8 min 45 s 41    |
| 10   | Illia Slavenski           | 8 min 49 s 63    |
| 11   | Eric Senorski             | 8 min 53 s 14    |
| 12   | Jan Kreisinger            | 9 min 02 s 24    |

| Rang | Nom               | Temps              |
| ---- | ----------------- | ------------------ |
| 1    | Gulnara Galkina   | 9 min 31 s 20      |
| 2    | Sara Moreira      | 9 min 35 s 11      |
| 3    | Jana Sussmann     | 9 min 43 s 28 (PB) |
| 4    | Marcela Lustigová | 9 min 43 s 57      |
| 5    | Diana Martín      | 9 min 46 s 89 (SB) |
| 6    | Sophie Duarte     | 9 min 48 s 83      |
| 7    | Giulia Martinelli | 9 min 52 s 78      |
| 8    | Valeriya Mara     | 9 min 54 s 10 (SB) |
| 9    | Eilish McColgan   | 9 min 55 s 13 (PB) |
| 10   | Matylda Szlezak   | 9 min 57 s 38 (PB) |
| 11   | Iryna Ananenka    | 10 min 18 s 32     |
| 12   | Klara Bodinson    | 10 min 25 s 55     |

## Relais 4 × 100 mètres

### Hommes
| Rang | Pays        | Série | Couloir | Relais 1          | Relais 2              | Relais 3                  | Relais 4               | Temps           | Temps de réaction |
| ---- | ----------- | ----- | ------- | ----------------- | --------------------- | ------------------------- | ---------------------- | --------------- | ----------------- |
| 1    | Royaume-Uni | 2     | 5       | Christian Malcolm | Craig Pickering       | James Ellington           | Harry Aikines-Aryeetey | 38 s 60 (CR,EL) | 0 s 178           |
| 2    | France      | 2     | 7       | Teddy Tinmar      | Christophe Lemaitre   | Pierre-Alexis Pessonneaux | Ronald Pognon          | 38 s 71         | 0 s 176           |
| 3    | Allemagne   | 2     | 4       | Alex Schaf        | Marius Broening       | Tobias Unger              | Alex-Platini Menga     | 38 s 92         | 0 s 202           |
| 4    | Pologne     | 1     | 4       | Olaf Paruzel      | Dariusz Kuc           | Robert Kubaczyk           | Kamil Krynski          | 39 s 09         | 0 s 173           |
| 5    | Russie      | 2     | 6       | Aleksandr Brednev | Konstantin Petryashov | Roman Smirnov             | Aleksandr Khyutte      | 39 s 09         | 0 s 197           |
| 6    | Portugal    | 1     | 5       | Ricardo Pacheco   | Francis Obikwelu      | Arnaldo Abrantes          | Yazaldes Nascimento    | 39 s 43         | 0 s 195           |
| 7    | Tchéquie    | 1     | 6       | Jan Veleba        | Jirí Vojtík           | Vojtech Sulc              | Lukás Milo             | 39 s 77         | 0 s 175           |
| 8    | Espagne     | 1     | 7       | Eduard Viles      | Ángel David Rodríguez | Edgar Pérez               | Eusebio Cáceres        | 39 s 85         | 0 s 213           |
| 9    | Suède       | 1     | 2       | Oskar Åberg       | Stefan Tärnhuvud      | Benjamin Olsson           | Nil de Oliveira        | 39 s 94         | 0 s 132           |
| 10   | Ukraine     | 2     | 2       | Ruslan Perestyuk  | Vitaliy Korzh         | Serhiy Sahutkin           | Yuriy Shtanov          | 40 s 23         | 0 s 208           |
| 11   | Biélorussie | 1     | 3       | Yury Melnikau     | Viktar Rabau          | Mikalai Homan             | Ivan Trafimovich       | 41 s 12         | 0 s 193           |
| DQ   | Italie      | 2     | 3       | Jacques Riparelli | Simone Collio         | Emanuele Di Gregorio      | Fabio Cerutti          | DQ              | 0 s 176           |

### Femmes
| Rang | Pays        | Série | Couloir | Relais 1               | Relais 2            | Relais 3               | Relais 4               | Temps           |
| ---- | ----------- | ----- | ------- | ---------------------- | ------------------- | ---------------------- | ---------------------- | --------------- |
| 1    | Ukraine     | 2     | 3       | Olesya Povh            | Nataliya Pohrebnyak | Mariya Ryemyen         | Hrystyna Stuy          | 42 s 85 (CR,EL) |
| 2    | Russie      | 2     | 6       | Yekaterina Voronenkova | Aleksandra Fedoriva | Yuliya Gushchina       | Yuliya Chermoshanskaya | 43 s 12         |
| 3    | Allemagne   | 2     | 5       | Johanna Kedzierski     | Marion Wagner       | Cathleen Tschirch      | Leena Günther          | 43 s 37         |
| 4    | Royaume-Uni | 2     | 4       | Jeanette Kwakye        | Anyika Onuora       | Laura Turner           | Abi Oyepitan           | 43 s 50         |
| 5    | France      | 2     | 2       | Myriam Soumaré         | Céline Distel       | Lina Jacques-Sébastien | Véronique Mang         | 43 s 61         |
| 6    | Biélorussie | 1     | 7       | Yulia Nestsiarenka     | Alina Talay         | Danilyuk-Nevmerzhy     | Yuliya Nestsiarenka    | 43 s 67         |
| 7    | Pologne     | 1     | 5       | Ewelina Ptak           | Marika Popowicz     | Marta Jeschke          | Anna Kiełbasińska      | 43 s 77         |
| 8    | Suède       | 1     | 3       | Lena Berntsson         | Carolina Klüft      | Elin Backman           | Moa Hjelmer            | 44 s 28         |
| 9    | Tchéquie    | 1     | 4       | Iveta Mazácová         | P Humpolíková       | Monika Táborská        | Katerina Cechová       | 44 s 40         |
| 10   | Italie      | 2     | 7       | Tiziana Grasso         | M Salvagno          | Giulia Arcioni         | Audrey Alloh           | 44 s 55         |
| 11   | Espagne     | 1     | 2       | Josephine Onyia        | Belén Recio         | Estela García          | Amparo Cotán           | 44 s 59         |
| 12   | Portugal    | 1     | 6       | Andreia Felisberto     | Carla Tavares       | Sónia Tavares          | Naide Gomes            | 44 s 72         |

## Relais 4 × 400 mètres
Le relais 4 × 400 mètres constitue la dernière épreuve de la compétition. Chez les hommes, la Russie confirme son titre européen remporté en 2010 à Barcelone. Bien lancé par Maksim Dyldin, vainqueur la veille du 400 mètres, le relais russe s'impose en 3 min 02 s 42, devant la France (3 min 03 s 33) et l'Allemagne (3 min 04 s 10). Le relais britannique a été disqualifié pour une mauvaise transmission de témoin.
La Russie réalise le doublé grâce à la victoire du relais russe côté féminin. Les Russes s'imposent en 3 min 27 s 17, avec une courte avance sur les Britanniques (3 min 27 s 21), la troisième place revenant au relais ukrainien (3 min 28 s 13).

### Hommes
| Rang | Pays        | Série | Couloir | Relais 1            | Relais 2           | Relais 3            | Relais 4           | Temps         |
| ---- | ----------- | ----- | ------- | ------------------- | ------------------ | ------------------- | ------------------ | ------------- |
| 1    | Russie      | 2     | 6       | Maksim Dyldin       | Dmitriy Buryak     | Pavel Trenikhin     | Denis Alekseyev    | 3 min 02 s 42 |
| 2    | France      | 2     | 7       | Nicolas Fillon      | Teddy Venel        | Mamoudou Hanne      | Mame-Ibra Anne     | 3 min 03 s 33 |
| 3    | Allemagne   | 2     | 5       | David Gollnow       | Jonas Plass        | Benjamin Jonas      | Thomas Schneider   | 3 min 04 s 10 |
| 4    | Pologne     | 2     | 4       | Piotr Wiaderek      | Marcin Marciniszyn | Kamil Budziejexwski | Mateusz Fórmanski  | 3 min 04 s 42 |
| 5    | Italie      | 1     | 3       | Isalbet Juarez      | Luca Galletti      | Matteo Galvan       | Marco Vistalli     | 3 min 05 s 66 |
| 6    | Ukraine     | 2     | 2       | Ievgen Gutsol       | Stanislav Melnykov | Myhaylo Knysh       | Volodymyr Burakov  | 3 min 05 s 93 |
| 7    | Tchéquie    | 1     | 3       | Pavel Jirãn         | Pavel Maslák       | Tomás Bosek         | Josef Prorok       | 3 min 06 s 76 |
| 8    | Espagne     | 1     | 6       | Roberto Briones     | Mark Ujakpor       | Javier Sanz         | Ramón Montejano    | 3 min 07 s 37 |
| 9    | Suède       | 1     | 2       | Mattias Claesson    | Fredrik Johansson  | Johan Wissman       | Joni Jaako         | 3 min 07 s 88 |
| 10   | Portugal    | 1     | 7       | Yazaldes Nascimento | João Ferreira      | Carlos Pinheiro     | Jorge Paula        | 3 min 10 s 24 |
| 11   | Biélorussie | 1     | 5       | Anis Ananenka       | Dzmitry Paluyan    | Maksim Piskunou     | Aliaksandr Bazulka | DQ            |
| 12   | Royaume-Uni | 2     | 4       | Andrew Steele       | Conrad Williams    | Michael Bingham     | Richard Buck       | DQ            |

### Femmes
| Rang | Pays        | Série | Couloir | Relais 1           | Relais 2              | Relais 3                   | Relais 4           | Temps         |
| ---- | ----------- | ----- | ------- | ------------------ | --------------------- | -------------------------- | ------------------ | ------------- |
| 1    | Russie      | 2     | 4       | Kseniya Vdovina    | Kseniya Zadorina      | Tatyana Firova             | Lyudmila Litvinova | 3 min 27 s 17 |
| 2    | Royaume-Uni | 2     | 5       | Kelly Massey       | Nicola Sanders        | Lee McConnell              | P. Shakes-Drayton  | 3 min 27 s 21 |
| 3    | Ukraine     | 2     | 7       | Kseniya Karandyuk  | Alina Lohvynenko      | Yuliya Baraley             | Antonina Yefremova | 3 min 28 s 13 |
| 4    | Allemagne   | 2     | 6       | Janin Lindenberg   | Esther Cremer         | Lena Schmidt               | Claudia Hoffmann   | 3 min 28 s 89 |
| 5    | Tchéquie    | 1     | 3       | Denisa Rosolová    | Zuzana Bergrová       | Jitka Bartonicková         | Zuzana Hejnová     | 3 min 29 s 95 |
| 6    | Italie      | 1     | 6       | Chiara Bazzoni     | M. E. Spacca          | Libania Grenot             | Marta Milani       | 3 min 30 s 11 |
| 7    | Biélorussie | 1     | 5       | Yulianna Yuschanka | Hanna Tashpulatava    | Iryna Khliustava           | Sviatlana Usovich  | 3 min 30 s 44 |
| 8    | France      | 2     | 2       | Marie Gayot        | Muriel Hurtis-Houairi | Marie-Angélique Lacordelle | Phara Anacharsis   | 3 min 31 s 13 |
| 9    | Pologne     | 1     | 2       | Iga Baumgart       | P Wyciszkiewicz       | Joanna Linkiewicz          | Agata Bednarek     | 3 min 35 s 65 |
| 10   | Suède       | 1     | 7       | Josefin Magnusson  | Sofie Persson         | Moa Hjelmer                | Rebecca Högberg    | 3 min 36 s 47 |
| 11   | Espagne     | 1     | 4       | A. L. Bokesa       | Natalia Rodríguez     | Begoña Garrido             | Estela García      | 3 min 37 s 66 |
| 12   | Portugal    | 2     | 3       | Carla Tavares      | Patrícia Lopes        | Cátia Nunes                | Vera Barbosa       | 3 min 40 s 57 |

## Saut en hauteur

### Hommes
| Rang | Nom              | Hauteur             | 2,05 m | 2,10 m | 2,15 m | 2,20 m | 2,24 m | 2,28 m | 2,31 m | 2,33 m | 2,35 m | 2,37 m | 2,39 m |
| ---- | ---------------- | ------------------- | ------ | ------ | ------ | ------ | ------ | ------ | ------ | ------ | ------ | ------ | ------ |
| 1    | Dmytro Demyanyuk | 2,35 m (=WL,CR,=EL) | -      | -      | o      | xo     | o      | o      | o      | o      | o      | -      | xx     |
| 2    | Aleksey Dmitrik  | 2,31 m              | -      | o      | o      | o      | o      | xo     | o      | x-     | x-     | x      |        |
| 3    | Jaroslav Bába    | 2,28 m              | -      | -      | o      | o      | xo     | xxo    | x      |        |        |        |        |
| 3    | Raul Spank       | 2,28 m              | -      | -      | o      | o      | xo     | xxo    | x      |        |        |        |        |
| 5    | Abdoulaye Diarra | 2,24 m ( =PB)       | -      | o      | o      | o      | xo     | xxx    |        |        |        |        |        |
| 6    | Silvano Chesani  | 2,24 m              | -      | o      | o      | xo     | xo     | xx     |        |        |        |        |        |
| 7    | Javier Bermejo   | 2,24 m (SB)         | -      | o      | o      | o      | xxo    | xx     |        |        |        |        |        |
| 8    | Samson Oni       | 2,20 m              | -      | o      | o      | o      | xxx    |        |        |        |        |        |        |
| 9    | Artsiom Zaitsau  | 2,20 m              | -      | -      | o      | xo     | xxx    |        |        |        |        |        |        |
| 10   | Mehdi Alkhatib   | 2,20 m              | -      | o      | o      | xxo    | xx     |        |        |        |        |        |        |
| 11   | Wojciech Theiner | 2,20 m              | -      | xo     | o      | xxo    | x      |        |        |        |        |        |        |
| 12   | Paulo Gonçalves  | 2,10 m              | xo     | xo     | xx     |        |        |        |        |        |        |        |        |

### Femmes
| Rang | Nom                        | Hauteur    | 1,65 m | 1,70 m | 1,75 m | 1,80 m | 1,85 m | 1,89 m | 1,92 m |
| ---- | -------------------------- | ---------- | ------ | ------ | ------ | ------ | ------ | ------ | ------ |
| 1    | Emma Green-Tregaro         | 1,89 m     | -      | -      | -      | o      | o      | o      | xxx    |
| 2    | Viktoriya Styopina         | 1,89 m     | -      | -      | o      | o      | xo     | o      | xxx    |
| 3    | Ruth Beitia                | 1,89 m     | -      | -      | -      | o      | o      | xo     | xxx    |
| 4    | Irina Gordeyeva            | 1,89 m     | -      | -      | o      | o      | xo     | xo     | xx     |
| 5    | Melanie Melfort            | 1,85 m     | -      | -      | o      | o      | o      | xxx    |        |
| 6    | Valeryia Bahdanovich       | 1,85 m     | -      | o      | xo     | o      | o      | xxx    |        |
| 7    | Karolina Blazej            | 1,80 m     | -      | o      | xo     | o      | xxx    |        |        |
| 8    | Raffaella Lamera           | 1,80 m     | -      | o      | o      | xo     | xxx    |        |        |
| 8    | Oldřiška Marešová          | 1,80 m     | -      | o      | o      | xo     | xxx    |        |        |
| 10   | Marie-Laurence Jungfleisch | 1,80 m     | -      | o      | xo     | xo     | xx     |        |        |
| 11   | Emma Perkins               | 1,75 m     | o      | xo     | o      | xxx    |        |        |        |
| 12   | Marisa Anselmo             | 1,70 m =SB | o      | o      | xxx    |        |        |        |        |

## Saut à la perche

### Hommes
| Rang | Nom                  | Hauteur      | 5,00 m | 5,20 m | 5,40 m | 5,50 m | 5,60 m | 5,66 m | 5,72 m | 5,78 m | 5,84 m |
| ---- | -------------------- | ------------ | ------ | ------ | ------ | ------ | ------ | ------ | ------ | ------ | ------ |
| 1    | Maksym Mazuryk       | 5,72 m (=SB) | -      | -      | o      | o      | xo     | o      | o      | -      | xx-    |
| 2    | Malte Mohr           | 5,72 m       | -      | -      | -      | o      | -      | -      | o      | -      | xxx    |
| 3    | Aleksandr Gripich    | 5,60 m (=SB) | -      | o      | o      | xo     | o      | x-     | xx     |        |        |
| 4    | Lukasz Michalski     | 5,60 m (SB)  | -      | o      | o      | -      | xxo    | -      | xx     |        |        |
| 5    | Renaud Lavillenie    | 5,50 m       | -      | -      | -      | o      | -      | -      | xxx    |        |        |
| 6    | Jan Kudlicka         | 5,50 m       | -      | o      | -      | xo     | xxx    |        |        |        |        |
| 7    | Steven Lewis         | 5,40 m       | -      | xxo    | o      | -      | xx     |        |        |        |        |
| 8    | Stanislau Tsivonchyk | 5,40 m (=PB) | -      | o      | xo     | xxx    |        |        |        |        |        |
| 9    | Edi Maia             | 5,20 m       | o      | o      | xxx    |        |        |        |        |        |        |
| 9    | Albert Vélez         | 5,20 m       | o      | o      | xxx    |        |        |        |        |        |        |
| 11   | Alhaji Jeng          | 5,20 m       | o      | xxo    | xx     |        |        |        |        |        |        |
| 12   | Giuseppe Gibilisco   | NM           | -      | xxx    |        |        |        |        |        |        |        |

### Femmes
| Rang | Nom                   | Hauteur          | 3,80 m | 4,00 m | 4,15 m | 4,25 m | 4,35 m | 4,40 m | 4,45 m | 4,50 m | 4,55 m | 4,60 m | 4,65 m | 4,70 m | 4,75 m | 4,80 m | 4,86 m |
| ---- | --------------------- | ---------------- | ------ | ------ | ------ | ------ | ------ | ------ | ------ | ------ | ------ | ------ | ------ | ------ | ------ | ------ | ------ |
| 1    | Anna Rogowska         | 4,75 m (WL,CR)   | -      | -      | -      | -      | -      | xo     | -      | -      | o      | -      | x-     | o      | o      | -      | xxx    |
| 2    | Silke Spiegelburg     | 4,75 m (=WL,=CR) | -      | -      | -      | -      | o      | -      | o      | -      | o      | -      | o      | x-     | xo     | xx     |        |
| 3    | Jirina Ptácníková     | 4,60 m (SB)      | -      | -      | -      | o      | -      | o      | -      | xo     | o      | xxo    | x      |        |        |        |        |
| 4    | Aleksandra Kiryashova | 4,50 m (=SB)     | -      | -      | -      | o      | -      | o      | -      | o      | x-     | xx     |        |        |        |        |        |
| 5    | Holly Bleasdale       | 4,40 m           | -      | -      | -      | o      | -      | o      | -      | xxx    |        |        |        |        |        |        |        |
| 6    | Maria Eleonor Tavares | 4,40 m (NR)      | -      | o      | o      | o      | xo     | xo     | xx     |        |        |        |        |        |        |        |        |
| 7    | Anastasiya Shvedova   | 4,25 m           | -      | -      | -      | o      | xxx    |        |        |        |        |        |        |        |        |        |        |
| 8    | Télie Mathiot         | 4,25 m           | xo     | o      | o      | xo     | xx     |        |        |        |        |        |        |        |        |        |        |
| 9    | Anna María Pinero     | 4,25 m           | -      | o      | o      | xxo    | xx     |        |        |        |        |        |        |        |        |        |        |
| 9    | Elena Scarpellini     | 4,25 m           | -      | o      | o      | xxo    | xx     |        |        |        |        |        |        |        |        |        |        |
| 11   | Hanna Sheleh          | 4,00 m           | -      | o      | xxx    |        |        |        |        |        |        |        |        |        |        |        |        |
| 12   | Malin Dahlström       | NM               | -      | xxx    |        |        |        |        |        |        |        |        |        |        |        |        |        |

## Saut en longueur
| Rang | Nom                  | Distance    | Essai 1        | Essai 2        | Essai 3        | Essai 4       |
| ---- | -------------------- | ----------- | -------------- | -------------- | -------------- | ------------- |
| 1    | Aleksandr Menkov     | 8,20 m (CR) | x (+1,5)       | 8,13 m (+1,9)  | 8,20 m (+0,9 ) | 8,14 m (+0,6) |
| 2    | Michel Tornéus       | 8,19 m (PB) | 7,80 m (-0,5)  | 8,19 m (+1,4)  | 8,10 m (+2,8)  | x (-0,3)      |
| 3    | Chris Tomlinson      | 8,12 m (SB) | 8,02 m (+0,2)  | 8,12 m (+1,8)  | 8,04 m (+0,4)  | 7,91 (+0,4 )  |
| 4    | Christian Reif       | 8,10 m      | 7,94 m (+1,9)  | 8,1 m (+1,2)   | x (+0,5)       | x (+0,4)      |
| 5    | Luis Felipe Méliz    | 7,94 m      | 7,73 m (+0,8)  | 7,72 m (-1,2)  | 7,94 m (-0,1 ) |               |
| 6    | Kafétien Gomis       | 7,91 m      | 7,08 m (+0,6)  | 7,78 m (+1,0 ) | 7,91 m (+0,6 ) |               |
| 7    | Marcos Chuva         | 7,90 m (SB) | 7,90 m (-0,2)  | 7,84 m (+0,7 ) | 6,56 m (+1,0 ) |               |
| 8    | Roman Novotný        | 7,72 m      | 7,21 m (-0,3 ) | 7,49 m (+1,4 ) | 7,72 m (+0,1)  |               |
| 9    | Sheryf El-Sheryf     | 7,68 m      | 7,68 m (+0,6 ) | x (+0,4 )      | 7,39 m (+1,5 ) |               |
| 10   | Emanuele Formichetti | 7,52 m      | 7,52 m (-0,7 ) | 7,45 m (0,0 )  | 7,36 m (+0,6 ) |               |
| 11   | Konrad Podgórski     | 7,42 m      | x (+1,2 )      | 7,01 m (+1,3 ) | 7,42 m (+0,9 ) |               |
| 12   | Aliaksei Pastupaila  | 7,39 m      | 7,07 m (+0,1 ) | 7,39 m (+0,3 ) | 5,5 m (-0,1 )  |               |

| Rang | Nom                 | Distance    | Essai 1        | Essai 2        | Essai 3       | Essai 4       |
| ---- | ------------------- | ----------- | -------------- | -------------- | ------------- | ------------- |
| 1    | Darya Klishina      | 6,74 m      | 6,40 m (+1,9)  | 6,74 m (+0,9)  | 6,57 m (+1,4) | x (+1,5 )     |
| 2    | Carolina Klüft      | 6,73 m (SB) | 6,73 m (+0,7)  | x (+1,4)       | 6,40 m (+0,5) | x (+0,8 )     |
| 3    | Éloyse Lesueur      | 6,60 m      | 5,24 m (+0,1)  | x (+2,4)       | 6,60 m (+2,2) | 5,12 m (+3,4) |
| 4    | Naide Gomes         | 6,58 m      | 6,58 m (+0,4)  | x (+1,5)       | x (+0,5)      | 4,81 m (+1,1) |
| 5    | Veronika Shutkova   | 6,53 m      | 6,47 m (+2,7)  | 6,53 m (+2,1)  | 6,45 m (+1,2) |               |
| 6    | Bianca Kappler      | 6,50 m      | 5,98 m (+1,5 ) | 6,50 m (+2,8 ) | x (+3,1)      |               |
| 7    | Concepción Montaner | 6,44 m      | x (+2,5)       | 6,44 m (+4,1 ) | 6,20 m (+2,9) |               |
| 8    | Teresa Dobija       | 6,41 m      | 6,01 m (+5,0)  | 6,41 m (+1,2)  | 6,40 m (+2,3) |               |
| 9    | Shara Proctor       | 6,31 m      | 6,28 m (+1,9)  | 6,31 m (+2,2)  | 6,28 m (+1,5) |               |
| 10   | Tania Vicenzino     | 6,23 m      | 6,23 m (+2,8)  | 6,21 m (+3,3)  | 5,77 m (+2,0) |               |
| 11   | Inna Ahkozova       | 6,18 m      | 6,06 m (+1,9)  | 6,18 m (+2,1)  | 5,94 m (+1,6) |               |
| 12   | Jana Koresová       | 5,99 m      | 5,76 m (+2,5)  | 5,99 m (+2,4 ) | 5,59 m (+0,3) |               |

## Triple saut
| Rang | Nom                 | Longueur     | Essai 1        | Essai 2        | Essai 3        | Essai 4        |
| ---- | ------------------- | ------------ | -------------- | -------------- | -------------- | -------------- |
| 1    | Fabrizio Schembri   | 16,95 m      | 16,71 m (+1,9) | 16,53 m (+0,6) | 16,66 m (-0,2) | 16,95 m (+4,5) |
| 2    | Dzmitry Platnitski  | 16,81 m      | 16,81 m (+3,8) | x (+1,9)       | x (+3,5)       | x (-0,1)       |
| 3    | Viktor Kuznyetsov   | 16,79 m      | 16,47 m (+1,4) | 16,76 m (+1,3) | 16,79 m (+4,0) | 16,68 m (+0,5) |
| 4    | Karol Hoffmann      | 16,78 m      | 16,32 m (+5,4) | x (+1,6)       | 16,78 m (+2,2) | -              |
| 5    | Karl Taillepierre   | 16,63 m      | 16,63 m (+1,2) | x (+2,5)       | 16,40 m (+3,3) |                |
| 6    | Nelson Évora        | 16,33 m      | 16,28 m (+2,3) | x (+1,7)       | 16,33 m (+1,2) |                |
| 7    | Andreas Pohle       | 16,29 m (SB) | 16,24 m (+1,7) | 16,29 m (+1,6) | 13,85 m (+1,4) |                |
| 8    | José Emilio Bellido | 15,95 m      | x (+1,7)       | 15,95 m (+0,1) | x (-0,4)       |                |
| 9    | Mathias Ström       | 15,52 m      | x (+3,8)       | x (+0,7)       | 15,52 m (+2,8) |                |
| 10   | Kola Adedoyin       | 15,32 m      | 15,12 m (+2,0) | 15,02 m (+1,3) | 15,32 m (+2,2) |                |
| 11   | Petr Hnízdil        | 15,32 m      | 14,97 m (+0,2) | 14,13 m (+2,6) | 15,32 m (+3,6) |                |
|      | Aleksey Fyodorov    | NM           | x (+2,9)       | x              | x              |                |

| Rang | Nom                     | Longueur      | Essai 1         | Essai 2        | Essai 3 | Essai 4 |
| ---- | ----------------------- | ------------- | --------------- | -------------- | ------- | ------- |
| 1    | Olha Saladuha           | 14,85 m (CR)  | 14,51 m (+0,4)  | 14,85 m (+1,8) | 14,44 m | 14,53 m |
| 2    | Simona La Mantia        | 14,29 m       | 14,12 m (+1,2)  | 14,29 m (+1,2) | 14,09 m | x       |
| 3    | Patricia Sarrapio       | 14,10 m (=PB) | 14,10 m (+1,7)  | 13,89 m (+1,2) | 13,69 m | x       |
| 4    | Natalya Kutyakova       | 14,07 m       | 13,72 m (-0,1 ) | 14,07 (+2,1)   | 14,02 m | 13,97 m |
| 5    | Malgorzata Trybanska    | 13,98 m       | 13,46 m (+0,3)  | 13,66 m (-0,2) | 13,98 m |         |
| 6    | Katja Demut             | 13,81 m       | x (+0,1)        | x (+1,1)       | 13,81 m |         |
| 7    | Natallia Viatkina       | 13,73 m       | x (+1,0)        | 13,73 m (+0,2) | 13,68 m |         |
| 8    | Patrícia Mamona         | 13,55 m       | 13,55 m (+1,1)  | x (+0,9)       | x       |         |
| 9    | Yasmine Regis           | 13,27 m       | 12,23 m (+2,6)  | 13,22 m (+1,7) | 13,27 m |         |
| 10   | Lucie Májková           | 12,99 m       | 12,61 m (+0,4)  | 12,79 (-0,6)   | 12,99 m |         |
| 11   | Kristin Franke-Björkman | 12,99 m       | 12,75 m (+0,3)  | 12,99 m (+0,2) | 12,55 m |         |
|      | Nathalie Marie-Nely     | NM            | x (+0,6)        | x              | x       |         |

## Lancer du poids
| Rang | Nom               | Distance      | Essai 1 | Essai 2 | Essai 3 | Essai 4 |
| ---- | ----------------- | ------------- | ------- | ------- | ------- | ------- |
| 1    | David Storl       | 20,81 m (=CR) | 19,95 m | x       | 20,51 m | 20,81 m |
| 2    | Tomasz Majewski   | 20,51 m       | 19,90 m | x       | 20,51 m | 20,18 m |
| 3    | Andrei Mikhnevich | 20,40 m       | 20,22 m | x       | 20,09 m | 20,40 m |
| 4    | Ivan Yushkov      | 19,49 m       | 19,09 m | 19,49 m | 19,28 m | x       |
| 5    | Marco Fortes      | 19,40 m       | x       | 19,26 m | 19,40 m |         |
| 6    | Andriy Semenov    | 19,38 m       | 19,38 m | x       | 19,08 m |         |
| 7    | Gaëtan Bucki      | 18,93 m       | 18,79 m | 18,93 m | x       |         |
| 8    | Borja Vivas       | 18,64 m       | 18,45 m | 18,64 m | x       |         |
| 9    | Jan Marcell       | 18,49 m       | 18,49 m | 18,34 m | x       |         |
| 10   | Niklas Arrhenius  | 17,87 m       | 17,03 m | 17,87 m | x       |         |
| 11   | Marco Di Maggio   | 17,51 m       | 17,51 m | x       | x       |         |
| 12   | Greg Beard        | 16,97 m       | 16,33 m | 16,97 m | 16,75 m |         |

| Rang | Nom                           | Distance | Essai 1 | Essai 2 | Essai 3 | Essai 4 |
| ---- | ----------------------------- | -------- | ------- | ------- | ------- | ------- |
| 1    | Nadine Kleinert               | 17,81 m  | 16,35 m | 17,28 m | 17,81 m | -       |
| 2    | Anna Avdeyeva                 | 17,33 m  | 16,65 m | 17,33 m | x       | 17,26 m |
| 3    | Chiara Rosa                   | 17,18 m  | 16,21 m | 17,18 m | 17,04 m | 17,14 m |
| 4    | Yanina Pravalinskay-Karolchyk | 16,48 m  | 16,18 m | x       | 16,48 m | 16,19 m |
| 5    | Jessica Cérival               | 16,13 m  | 16,05 m | 16,13 m | 16,04 m |         |
| 6    | Paulina Guba                  | 16,08 m  | 15,86 m | 16,08 m | 15,31 m |         |
| 7    | Helena Engman                 | 15,85 m  | x       | 15,85 m | 15,46 m |         |
| 8    | Úrsula Ruiz                   | 15,72 m  | 15,54 m | 15,72 m | 15,3 m  |         |
| 9    | Olha Holodnaya                | 15,60 m  | 15,6 m  | 15,51 m | x       |         |
| 10   | Rebecca Peake                 | 15,06 m  | 15,06 m | 14,54 m | 15,03 m |         |
| 11   | Maria Antónia Borges          | 14,44 m  | 14,35 m | 14,41 m | 14,44 m |         |
| 12   | Barbora Špotáková             | 12,64 m  | 12,64 m | x       | x       |         |

## Lancer du disque
| Rang | Nom                    | Distance | Essai 1 | Essai 2 | Essai 3 | Essai 4 |
| ---- | ---------------------- | -------- | ------- | ------- | ------- | ------- |
| 1    | Robert Harting         | 65,63 m  | 64,42 m | 65,50 m | 65,63 m | 65,46 m |
| 2    | Frank Casañas          | 62,43 m  | 56,90 m | 61,41 m | 62,43 m | 61,48 m |
| 3    | Piotr Malachowski      | 61,66 m  | 61,41 m | x       | 60,91 m | 61,66 m |
| 4    | Jan Marcell            | 61,46 m  | 59,89 m | x       | 61,46 m | 58,85 m |
| 5    | Bogdan Pishchalnikov   | 59,89 m  | 56,25 m | 58,35 m | 59,89 m |         |
| 6    | Brett Morse            | 59,37 m  | x       | 59.37 m | x       |         |
| 7    | Niklas Arrhenius       | 57,75 m  | 57,75 m | x       | x       |         |
| 8    | Oleksiy Semenov        | 56,30 m  | 55,18 m | 56,09 m | 56,30 m |         |
| 9    | Giovanni Faloci        | 56,09 m  | x       | 56,09 m | x       |         |
| 10   | Jean-François Aurokiom | 52,85 m  | 52,85 m | x       | 49,21 m |         |
| 11   | Jorge A. Grave         | 50,59 m  | 50,59 m | 48,25 m | x       |         |
| 12   | Siarhei Rohanau        | 49,23 m  | x       | 49,23 m | x       |         |

| Rang | Nom                         | Distance | Essai 1 | Essai 2 | Essai 3 | Essai 4 |
| ---- | --------------------------- | -------- | ------- | ------- | ------- | ------- |
| 1    | Kateryna Karsak             | 63,35 m  | 56,66 m | x       | 60,07 m | 63,35 m |
| 2    | Darya Pishchalnikova        | 61,09 m  | 53,47 m | 60,11 m | 58,74 m | 61,09 m |
| 3    | Zaneta Glanc                | 59,29 m  | 53,71 m | 58,43 m | x       | 59,29 m |
| 4    | Nadine Müller               | 57,78 m  | 56,29 m | x       | 57,78 m | 57,30 m |
| 5    | Mélina Robert-Michon        | 57,36 m  | 57,36 m | x       | 54,71 m |         |
| 6    | Vera Cechlová               | 56,13 m  | 56,13 m | 55,31 m | x       |         |
| 7    | Laura Bordignon             | 54,05 m  | x       | 54,05 m | 52,48 m |         |
| 8    | Jade Nicholls               | 53,85 m  | x       | 53,85 m | x       |         |
| 9    | Sviatlana Siarova           | 52,11 m  | 44,16 m | 46,37 m | 52,11 m |         |
| 10   | Irina Rodrigues             | 49,97 m  | 46,58 m | 49,97 m | 49,47 m |         |
| 11   | Mercedes De Sántalo-Ossorio | 49,50 m  | 49,50 m | x       | 48,27 m |         |
| 12   | Sandra Andersson            | 45,33 m  | 45,33 m | 45,07 m | 45,08 m |         |

## Lancer du marteau
L'épreuve féminine du lancer du marteau est remportée par l'Allemande Betty Heidler, - actuelle détentrice du record du monde avec 79,42 m réalisé le 21 mai 2011, lors du meeting de Halle -, avec un jet de 73,43 m au 2e essai. Elle est suivie de Tatyana Lysenko (71,44 m), qui avait été championne d'Europe en 2006 à Göteborg, et de Kateřina Šafránková (69,39 m) qui bat à cette occasion son record personnel.
| Rang | Nom               | Distance     | Essai 1 | Essai 2 | Essai 3 | Essai 4 |
| ---- | ----------------- | ------------ | ------- | ------- | ------- | ------- |
| 1    | Markus Esser      | 79,28 m (CR) | 76,95 m | 75,06 m | 79,28 m | 76,37 m |
| 2    | Pawel Fajdek      | 76,98 m (PB) | 76,73 m | 76,76 m | 76,98 m | x       |
| 3    | Oleksiy Sokyrskyy | 76,96 m (PB) | x       | 76,96 m | 75,29 m | x       |
| 4    | Pavel Kryvitski   | 76,93 m      | x       | 74,92 m | 76,93 m | x       |
| 5    | Nicola Vizzoni    | 74,47 m      | x       | 74,47 m | 72,82 m |         |
| 6    | Frédérick Pouzy   | 73,88 m      | 67,81 m | 73,88 m | x       |         |
| 7    | Aleksey Zagornyi  | 73,85 m      | x       | x       | 73,85 m |         |
| 8    | Javier Cienfuegos | 72,11 m      | 72,11 m | 71,59 m | x       |         |
| 9    | Lukás Melich      | 70,86 m      | x       | 68,92 m | 70,86 m |         |
| 10   | Mattias Jons      | 69,53 m      | 65,75 m | 69,27 m | 69,53 m |         |
| 11   | Andy Frost        | 61,53 m      | x       | 61,53 m | x       |         |
|      | Dário Manso       | NM           | x       | x       | x       |         |

| Rang | Nom                 | Distance     | Essai 1 | Essai 2 | Essai 3 | Essai 4 |
| ---- | ------------------- | ------------ | ------- | ------- | ------- | ------- |
| 1    | Betty Heidler       | 73,43 m      | 73,01 m | 73,43 m | 72,87 m | 73,19 m |
| 2    | Tatyana Lysenko     | 71,44 m      | 71,44 m | 70,76 m | 71,18 m | x       |
| 3    | Kateřina Šafránková | 69,39 m (PB) | 67,11 m | 69,39 m | x       | 68,37 m |
| 4    | Alena Matoshka      | 69,31 m      | 66,52 m | 67,63 m | 69,31 m | 69,12 m |
| 5    | Stéphanie Falzon    | 68,63 m      | 68,63 m | x       | 67,41 m |         |
| 6    | Vânia Silva         | 68,35 m      | 63,55 m | 66,48 m | 68,35 m |         |
| 7    | Berta Castells      | 67,35 m (SB) | 61,99 m | 67,35 m | x       |         |
| 8    | Silvia Salis        | 66,55 m      | 66,55 m | x       | 65,72 m |         |
| 9    | Sophie Hitchon      | 66,05 m      | 63,53 m | x       | 66,05 m |         |
| 10   | Iryna Sekachyova    | 64,02 m      | 61,79 m | x       | 64,02 m |         |
| 11   | Tracey Andersson    | 63,04 m      | 62,75 m | x       | 63,04 m |         |
| 12   | Joanna Fiodorow     | 62,19 m      | x       | 62,19 m | x       |         |

## Lancer du javelot
| Rang | Nom                | Distance     | Essai 1 | Essai 2 | Essai 3 | Essai 4 |
| ---- | ------------------ | ------------ | ------- | ------- | ------- | ------- |
| 1    | Dmytro Kosynskyy   | 81,29 m (CR) | 80,28 m | 81,29 m | x       | 80,75 m |
| 2    | Sergey Makarov     | 81,20 m      | 80,43 m | 81,20 m | 80,23 m | 79,74 m |
| 3    | Gabriel Wallin     | 80,88 m (PB) | 80,88 m | 74,36 m | 80,24 m | 80,12 m |
| 4    | Matthias de Zordo  | 77,86 m      | 77,13 m | 77,86 m | x       | 74,52 m |
| 5    | Petr Frydrych      | 74,42 m      | 74,42 m | x       | x       |         |
| 6    | Rafael Baraza      | 74,11 m (SB) | 70,30 m | 74,11 m | 71,16 m |         |
| 7    | Roberto Bertolini  | 72,07 m (SB) | 70,89 m | 70,82 m | 72,07 m |         |
| 8    | Pawel Rakoczy      | 71,79 m      | 70,95 m | 71,79 m | x       |         |
| 9    | James Campbell     | 68,03 m      | 68,03 m | x       | x       |         |
| 10   | Anatoli Adakhouski | 65,47 m      | 65,47 m | 64,31 m | 64,64 m |         |
| 11   | Killian Durechou   | 63,21 m      | 61,77 m | 63,21 m | 60,24 m |         |
| 12   | Tiago Aperta       | 62,54 m      | 59,54 m | 62,36 m | 62,54 m |         |

| Rang | Nom                 | Distance     | Essai 1 | Essai 2 | Essai 3 | Essai 4 |
| ---- | ------------------- | ------------ | ------- | ------- | ------- | ------- |
| 1    | Christina Obergföll | 66,22 m (WL) | 66,22 m | 61,07 m | x       | 62,32 m |
| 2    | Goldie Sayers       | 64,46 m (SB) | 64,31 m | x       | x       | 64,46 m |
| 3    | Barbora Špotáková   | 64,40 m      | 58,09 m | 61,98 m | 61,2 m  | 64,40 m |
| 4    | Mariya Abakumova    | 64,21 m      | 59,71 m | 64,21 m | 60,41 m | x       |
| 5    | Mercedes Chilla     | 58,71 m      | 58,71 m | x       | x       |         |
| 6    | Zahra Bani          | 55,92 m      | 54,77 m | 55,92 m | 55,45 m |         |
| 7    | Vira Rebryk         | 55,16 m      | x       | 55,16 m | x       |         |
| 8    | Sílvia Cruz         | 55,12 m      | 53,69 m | 54,93 m | 55,12 m |         |
| 9    | Annika Petersson    | 53,63 m      | 52,85 m | 53,63 m | 50,87 m |         |
| 10   | Maryna Novik        | 53,41 m      | 52,18 m | 53,41 m | 51,00 m |         |
| 11   | Romina Ugatai       | 52,61 m      | 52,61 m | 52,41 m | 51,25 m |         |
| 12   | Magdalena Czenska   | 50,98 m      | 47,55 m | 50,98 m | x       |         |